# پمپ بار

پمپ بار دو-طبقه‌ای با منبع تغذیه ولتاژ دی‌سی و سیگنال کنترل پمپ S_{0}

پمپ بار دیکسون با دیودها

پمپ بار دیکسون با ماسفت‌ها

پمپ بار پی‌ال‌ال

پمپ بار نوعی مبدل دی‌سی به دی‌سی است که از خازن‌ها برای ذخیره انرژی بار برای بالا بردن یا کاهش ولتاژ استفاده می‌کند. مدارهای پمپ بار درحالی که مدارهای الکتریکی ساده‌ای هستند، می‌توانند بازدهی بالایی داشته باشند، گاهی تا ۹۰–۹۵٪ نیز می‌رسد.

## کاربردها
- یک کاربرد معمول برای مدارهای پمپ شارژ در تغییردهنده سطح آراس-۲۳۲ است، جایی که از آنها برای تولید ولتاژهای مثبت و منفی (اغلب ۱۰+ ولت و ۱۰- ولت) از یک خط منبع تغذیه ۵ ولت یا ۳ ولت استفاده می‌شود.
- پمپ‌های شارژ همچنین می‌تواند به عنوان درایورهای ال‌سی‌دی یا ال‌ئی‌دی-سفید استفاده شود، ولتاژهای بایاس زیادی را از یک منبع تغذیه با ولتاژ پایین، مانند باتری تولید می‌کند.
- پمپ‌های شارژ به‌طور گسترده‌ای در حافظه‌های ان‌ماس و ریزپردازنده‌ها برای تولید ولتاژ منفی «VBB» (حدود ۳ ولت) استفاده می‌شود که به زیرلایه متصل است. این تضمین می‌کند که تمام پیوندهای N + - زیرلایه به‌طور معکوس با ۳ ولت یا بیشتر بایاس می‌شوند، که باعث کاهش ظرفیت پیوند و افزایش سرعت مدار می‌شوند.[۱]
- در بازی‌های سازگار با ان‌ایی‌اس که از نینتندو مجوز ندارند، پمپ بار ارائه دهنده میخ ولتاژ منفی استفاده شده‌است تا تراشه قفل سیستم سرگرمی نینتندو را از کار بیندازد.[۲]
- از سال ۲۰۰۷، پمپ‌های بار تقریباً در تمام مدارهای مجتمع ای‌ای‌پی‌رام و حافظه فلش قرار دارند.
- پمپ‌های بار در پُل اچ در راه‌اندازهای سمت-بالا برای راه‌انداز گیت سمت-بالا کانال n ماسفت‌های قدرت و آی‌جی‌بی‌تیها استفاده شده‌اند. وقتی ولتاژ مرکز نیم پل کم شد، خازن از طریق یک دیود شارژ می‌شود و این شارژ برای این است که بعداً گیت فت سمت بالا را چند ولت بالاتر از ولتاژ منبع راه‌اندازی کند تا بتواند آن را روشن کند. این راهکار به خوبی کار می‌کند، به شرطی که پل مرتباً کلید شود و از پیچیدگی استفاده از منبع تغذیه جداگانه جلوگیری می‌کند و اجازه می‌دهد از قطعات کانال n کارآمدتر برای هر دو کلید استفاده شود.
- مدار انحراف عمودی در مانیتورهای سی‌آرتی. به عنوان مثال با استفاده از آی‌سی TDA1670A. برای رسیدن به حداکثر انحراف، سیم‌پیچ سی‌آرتی به ۵۰~ ولت نیاز دارد. ترفند پمپ بار از خط تغذیه ۲۴ ولت، نیاز به ولتاژ دیگری را از بین می‌برد.